# نعمتیه
نعمتیه یا خارپهلو روستایی در دهستان جاورسیان بخش قره چای شهرستان خنداب استان مرکزی ایران است. شغل اصلی مردم روستا کشاورزی و باغداری است.

## جمعیت
بر پایه سرشماری عمومی نفوس و مسکن در سال ۱۳۹۵ جمعیت این روستا ۱۱۹ نفر (۳۵خانوار) بوده‌است.

## نام گذاری
با توجه به پوشش گیاهی منطقه، خارپهلو احتمالاً اشاره به بوته‌های خاری فراوانی است که در پوشش گیاهی اطراف روستا وجود دارد.

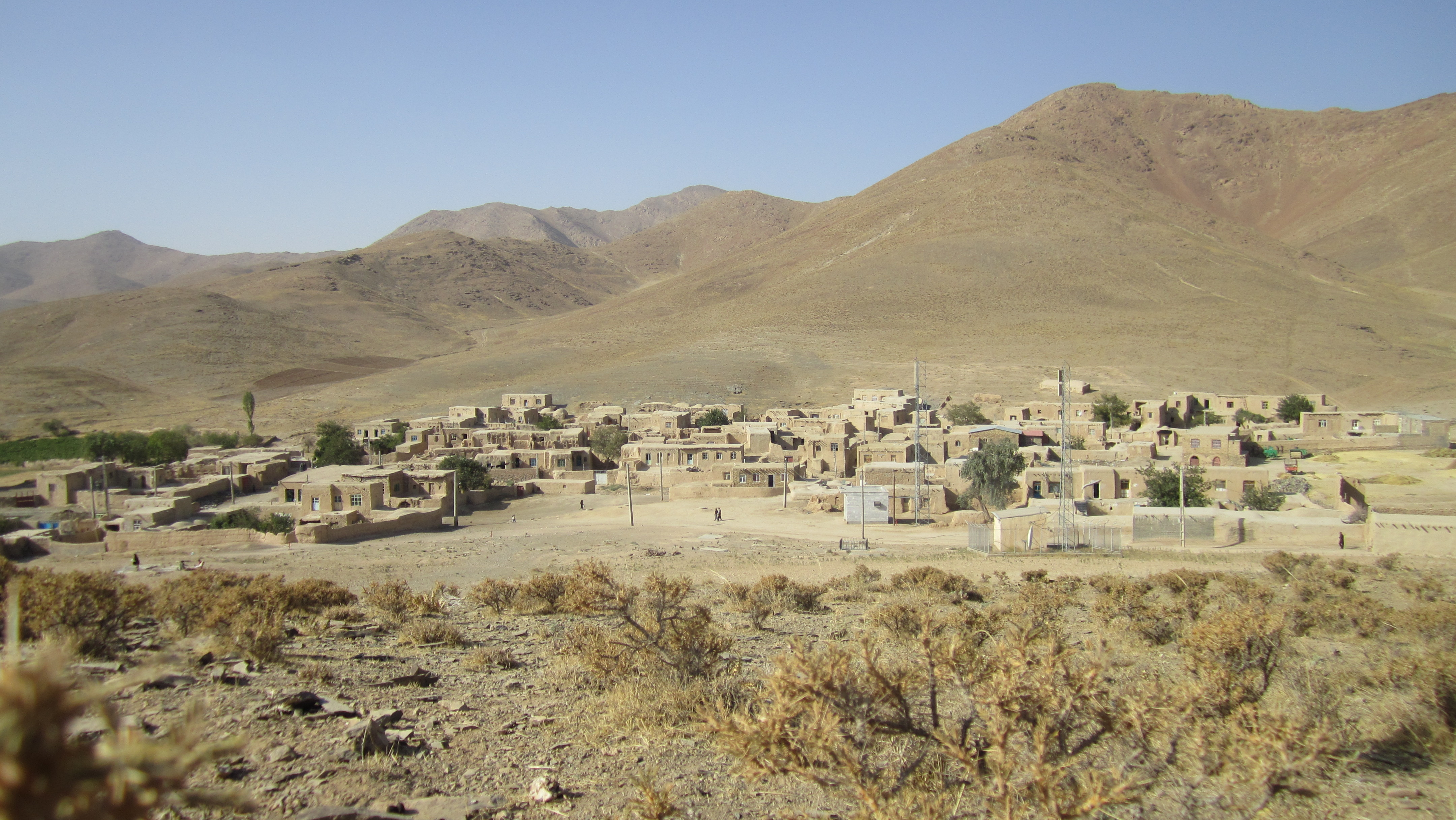
ریشه‌شناسی واژه خارپهلو

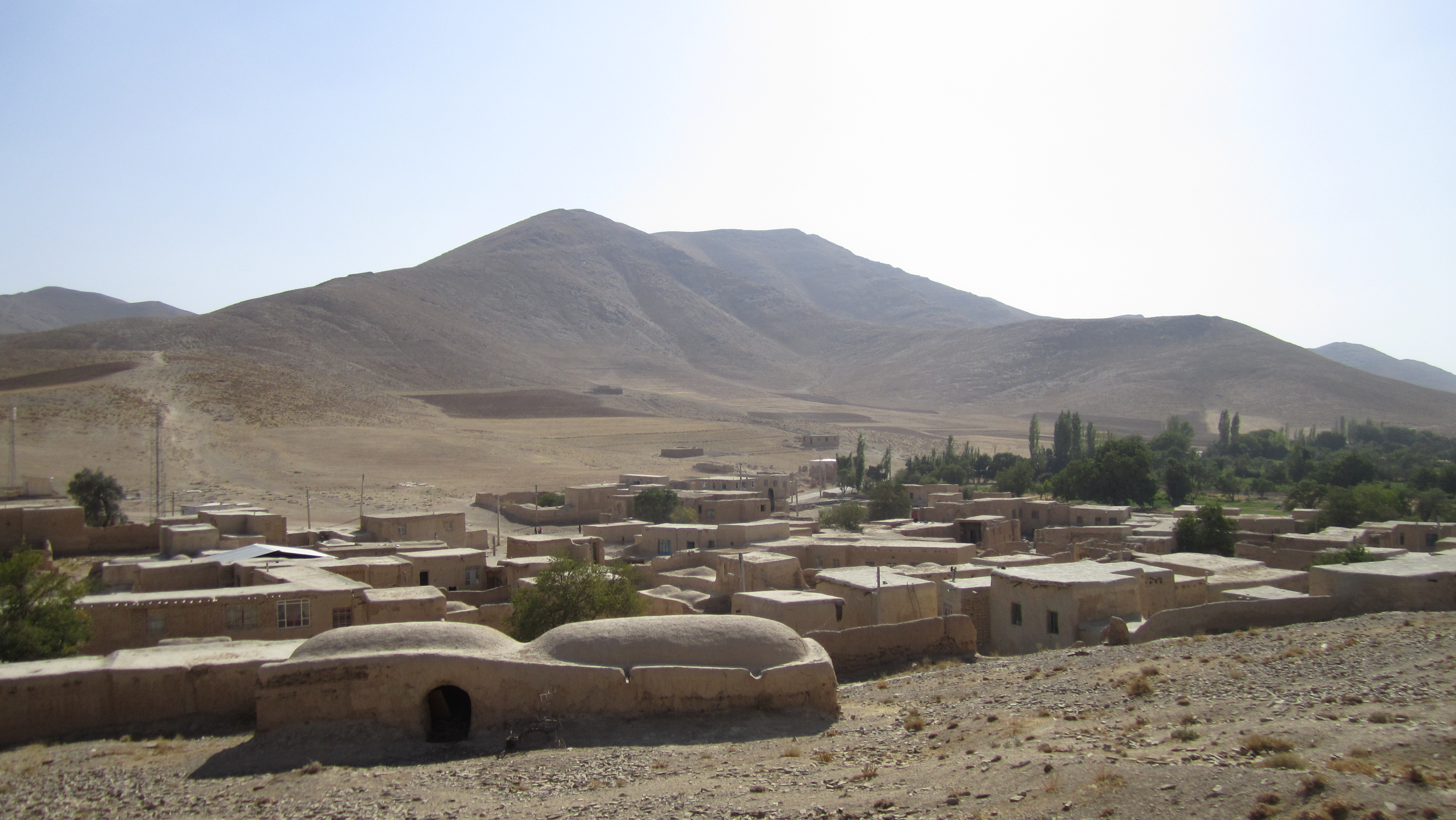
نمایی از روستای خارپهلو

## آب و هوا
آب و هوای سرد و کوهستانی در بیشتر روزهای سال

## زبان
زبان فارسی با گویش محلی

## آموزش
روستا داری یک دبستان است که تحصیلات ابتدایی دانش‌آموزان روستا را ارائه می‌دهد

## امکانات
این روستا دارای آب لوله‌کشی و شبکه سراسری برق و گاز و تلفن می‌باشد.

## ره آورد
انگور میوه اصلی به عمل آمده در باغ‌های این روستا می‌باشد.